# Eriococcus hakeae
Eriococcus hakeae är en insektsart som beskrevs av Fuller 1897. Eriococcus hakeae ingår i släktet Eriococcus och familjen filtsköldlöss. Inga underarter finns listade i Catalogue of Life.